# 그라비티 (기업)
그라비티(Gravity 나스닥: GRVY)는 2000년 4월에 설립된 대한민국의 게임 개발사이자 배급사이다. 또한, 2005년 2월 이후 국내 게임 기업으로는 유일하게 나스닥에 상장 되어 있다. 2008년 일본 소프트뱅크의 게임사인 겅호 온라인 엔터테인먼트에 인수되며 일본기업의 한국 자회사가 되었다.
그라비티는 폭넓은 유저 층을 확보하고 있는 MMORPG ‘라그나로크 온라인’을 개발, 전세계 91개 국가에 서비스 하고 있으며, 라그나로크 온라인의 성공으로 구축된 강력한 글로벌 네트워크를 기반으로 다양한 장르의 퍼블리싱 사업도 펼쳐 나가고 있다.

## 연혁

### 2001년
- 라그나로크 온라인 오픈베타 서비스 실시
- 라그나로크 온라인 비공개테스트 실시

### 2002년
- 라그나로크 온라인 일본 상용서비스 실시
- 라그나로크 온라인 대만 상용서비스 실시
- 라그나로크 온라인 국내 상용서비스 실시

### 2003년
- 라그나로크 온라인 인도네시아 상용서비스 실시
- 라그나로크 온라인 필리핀 상용서비스 실시
- 라그나로크 온라인 미국 상용서비스 실시
- 라그나로크 온라인 중국 상용서비스 실시
- 라그나로크 온라인 태국 상용서비스 실시

### 2004년
- 라그나로크 온라인 러시아 진출, 호주, 뉴질랜드 상용화
- 로즈온라인 한국, 일본 오픈베타서비스 실시
- 라그나로크 온라인 말레이시아-싱가포르 상용화, 유럽 5개국 상용화
- 라그나로크 월드 챔피언십 2004 (RWC) 개최

### 2005년
- 에밀크로니클 온라인 전세계 퍼블리싱 계약 체결
- ㈜엔도어즈와 ‘타임앤테일즈’ 퍼블리싱 계약 체결, G-star 2005 참가
- 라그나로크 온라인 스페인 및 중남미 25개국 진출
- 라그나로크 온라인 프랑스, 벨기에 진출
- 라그나로크 온라인 중동, 아프리카 14개국 진출
- 나스닥 상장

### 2006년
- 라그나로크 온라인 베트남 오픈베타 서비스 실시
- 에밀크로니클 온라인 동남아 및 오세아니아 8개국 진출
- 타임앤테일즈 국내 오픈베타 서비스 실시
- 라그나로크 온라인 인도 상용서비스 실시

### 2007년
- 레퀴엠 온라인 러시아 진출
- 레퀴엠 온라인 국내 상용화
- 뿌까 레이싱 국내 오픈베타 서비스 실시
- W베이스볼 국내 오픈베타 서비스 실시
- 바디첵 온라인 국내 오픈베타 서비스 실시
- 라그나로크 온라인2 일본 오픈베타 서비스 실시
- 에밀크로니클 온라인 국내 상용화 실시
- 에밀크로니클 온라인 태국 오픈베타 서비스 실시
- 라그나로크 월드 챔피언십 2007 (RWC) 개최

### 2008년
- 라그나로크 온라인 DS 일본 발매
- 에밀크로니클 온라인 홍콩 진출
- 뿌까 레이싱 태국 진출
- 레퀴엠 온라인 미국 진출
- 라그나로크 월드 챔피언십 2008 (RWC) 개최

### 2009년
- 라그나로크 온라인 중동, 북아프리카 19개국 상용 서비스 실시
- IPTV 게임 ‘뽀로로 놀이’ 정식 상용서비스 실시
- 에밀크로니클 온라인 싱가포르, 인도네시아 진출
- 라그나로크 월드 챔피언십 2009 (RWC) 개최

### 2010년
- 카나안 온라인 국내 상용 서비스 실시
- 신병전기 퍼블리싱 계약 체결
- 카나안 온라인 퍼블리싱 계약 체결
- 해브 온라인 퍼블리싱 계약 체결
- 레퀴엠 온라인 대만 상용서비스 실시
- 레퀴엠 온라인 글로벌 서비스 오픈
- 라그나로크 월드 챔피언십 2010 (RWC) 개최
- 뿌까레이싱 서비스 종료

### 2011년
- 프린세스 펀트 앱스토어 출시
- 판타지 아쿠아 앱스토어 출시
- 군웅온라인 공개서비스 실시
- 라그나로크 바이올렛 한국, 미국 앱스토어 출시
- 해브 온라인 공개서비스 실시
- 라그나로크 노스텔지어 모바일 게임 일본 출시
- 라그나로크 월드 챔피언십 2011 (RWC) 개최

### 2012년
- 게임포털 지앤조이 리뉴얼
- 안도라사가 공개 서비스 실시
- 스틸파이터 비공개 테스트 실시
- 레퀴엠 온라인 페이스북 런칭
- 라그나로크2 공개서비스 실시
- 파인딩 네버랜드 온라인 공개서비스 실시
- 라그나로크 월드 챔피언십 2012 (RWC) 개최

### 2013년
- 알파제로 앱스토어 출시
- 스틸파이터 공개서비스 실시
- 라그나로크 온라인 중국 정식서비스 실시
- 라그나로크2 북미 시장 진출
- 스틸파이터 대만 정식 서비스 실시
- 승천의 탑 국내 앱스토어 출시
- 라그나로크 애쉬바쿰 국내 앱스토어 출시
- 라그나로크 월드 챔피언십 2013 (RWC) 개최

### 2014년
- 라그나로크 애쉬바쿰 안드로이드 버전 출시

### 2015년
- 2015년청소년 직업 체험의 날(천안 중앙고등학교) 진행
- 상하이 더 드림 네트워크 테크놀로지 社와 RO IP를 활용한 게임 개발 및 글로벌 서비스 준비

### 2016년
- 2016년대만지점 설립, 라그나로크 온라인 직접서비스 실시
- 라그나로크 온라인 태국, 중국, 인도네시아 재계약 및 재론칭
- 라그나로크 WEB RPG, 라그나로크 R 중국, 대만 정식 서비스 실시
- 라그나로크 대만 챔피언십 (RTC) 개최

### 2017년
- 라그나로크 R 한국 정식서비스 실시
- 미라클뽀로로 한국 정식 서비스 실시
- 라그나로크 모바일 MMORPG 대만 정식 서비스 실시 (대만 출시명: 선경전설 RO: 영원한 사랑의 수호)
- 요지경 한국 정식 서비스 실시
- 라그나로크 제로 한국 정식 서비스 실시
- 라그나로크 태국 챔피언십 (RTC) 개최
- 라그나로크 대만 챔피언십 (RTC) 개최
- 라그나로크 한국 챔피언십 (RKC) 개최

### 2018년
- 라그나로크 모바일 MMORPG 한국 정식 서비스 실시 (한국 출시명: 라그나로크M: 영원한 사랑)
- 라그나로크: 포링의 역습 한국 정식 서비스 실시

## 수상내역

### 2001년
- 2001대한민국게임대상 2개 부문 수상

### 2003년
- 문화관광부 선정 2003 대한민국 문화콘텐츠 수출대상 ‘대상-문광부장관상’ 수상
- 문화 콘텐츠 진흥원 선정 캐릭터 우수상 수상
- 서울경제 선정 <영 프론티어 어워드 2003> 온라인 콘텐츠 부문 골든상 수상
- 스포츠조선 등 일간지, 잡지 상반기 히트 상품선정 및 상반기 수출대상 수상
- ‘라그나로크 온라인’ 일본 AMD 어워드 작품상 수상

### 2004년
- 문화관광부 선정 2004 대한민국 문화콘텐츠 수출대상 ‘대상-국무총리상’ (03, 04년 2년 연속 수상)
- 한국경제신문, KTB NETWORK 주관 제29회 벤처기업상 ‘한국경제신문자장상’ 수상
- 한국무역협회 주최 ㈜그라비티 ‘2천 만불 수출의 탑’ 수상
- 벤처 기업 협회 주관 벤처 기업 대상 – 대통령 표창 수상
- 2003년 중국 10대 최고 인기 온라인 게임상 수상

### 2005년
- 문화관광부 선정 2005년 대한민국 문화 콘텐츠 수출 대상 기념패 (3년 연속 대상 수상 실적)
- ‘디지털 콘텐츠 표시 우수 서비스 업체’ 수상

### 2007년
- 2007년 대한민국 문화콘텐츠 수출유공자포상 ‘문화관광부장관표창’
- 라그나로크 온라인, 美 MMOsite ‘2006년 게임상’ 수상

### 2009년
- 라그나로크 DS, 2009 대한민국 게임대상 인기게임상 수상

### 2012년
- 뽀로로 놀이, 대한민국 TV앱 이노베이션 대상 교육 부문 최우수상 수상
- 라그나로크 온라인2, ‘TG어워드 2012’ 사운드상 수상

### 2016년
- 태국 TGS '베스트 MMORPG' 수상

### 2017년
- 태국 TGS '베스트 MMORPG' 2년 연속 수상

## 게임 목록

### 개발한 게임
| - 라그나로크 온라인 - 라그나로크 온라인2 - 라그나로크 DS - 라그나로크 온라인 길드 마스터즈 - 라그나로크 온라인 제로 - 레퀴엠 온라인 - 드래곤사가 - 뽀로로놀이 - 라그나로크M: 영원한 사랑 | - 파인딩 네버랜드 온라인 - 안도라사가 - 라그나로크R - 미라클뽀로로 - 요지경 - 라그나로크: 포링의 역습 |

## 자회사
- 그라비티 게임즈
- 그라비티 인터랙티브
- 그라비티 EU
- 그라비티 CIS
- 네오싸이언